# Séisme de 1999 de Tehuacán
Le séisme de Tehuacán est un séisme majeur survenu le 15 juin 1999 au Mexique, à la limite des États de Puebla et d'Oaxaca.
Sa magnitude de moment atteint 7.0 et le phénomène affecte fortement tous les bâtiments en maçonnerie, plus de cinq cents monuments étant fortement endommagés ainsi que près de quarante mille autres bâtiments, les villes les plus touchées étant Puebla, Tehuacán et Acatlán de Osorio.
Le séisme cause la mort de vingt personnes et des dégâts évalués entre deux cent millions et 1,4 milliard de pesos.

## Séisme

### Secousse principale
L'épicentre du séisme de Tehuacán est situé à deux cents kilomètres de la côte pacifique. C'est donc un séisme intra-plaque, relativement courant car le Mexique est une zone de subduction. Les instituts géologiques mexicain (es) et américain divergent sur l'emplacement de l'épicentre et la profondeur de l'hypocentre : les Mexicains situent l'épicentre à une latitude nord de 18.20 et une longitude ouest de 97.47, les Américains à une latitude nord de 18.40 et une longitude ouest de 97.45. La profondeur de l'hypocentre est comprise pour les premiers entre 60 et 90 kilomètres, tandis que les seconds la localisent à 71 kilomètres. Une autre source affirme que le service sismologique national mexicain a donné une profondeur de 92 kilomètres pour l'hypocentre.
La ville la plus touchée par la secousse est Puebla, quatrième agglomération mexicaine. Acatlán de Osorio et Tehuacán, toutes deux situées approximativement à soixante kilomètres de l'épicentre, sont également impactées. Les dégâts sont nombreux dans les deux états de Puebla et d'Oaxaca, plus modérés dans ceux de Morelos et Hidalgo et faibles dans celui de Tlaxcala. De nombreuses infrastructures, notamment électriques, téléphonique et hydrauliques, sont touchées, mais les dégâts, mineurs, sont réparés pour la plupart dans l'heure. Le séisme est ressenti jusqu'à Mexico, à 250 kilomètres au nord-ouest de l'épicentre.
Les précédents séismes majeurs ayant frappé la région sont ceux de Veracruz en 1973 et d'Oaxaca en 1980 (en).

### Réplique
Une réplique de forte intensité a lieu six jours plus tard, le 21 juin 1999 à 12h43 heure locale. L'hypocentre est respectivement située par les bureaux mexicain et américain à une profondeur de 42 et de 50 kilomètres ; l'épicentre est placé respectivement par les deux instituts à 18.09° de latitude nord et 101.78° de longitude ouest, et 18.34° de latitude nord et 101.49° de longitude ouest.

## Conséquences
Plus de cinq cents monuments en maçonnerie, datant de la période du XVIe au XIXe siècle, sont fortement endommagés, notamment des églises, des monastères et des résidences. Six cents villes sont touchées, ce qui correspond à 34 000 maisons, entre huit cents et mille deux cents écoles, près de huit cents églises endommagées, ainsi que 88 hôpitaux. Les dégâts matériels sont évalués à deux cent millions de pesos, mais une autre source fait état de 1,4 milliard de pesos,,.
Vingt morts sont à déplorer. En revanche, peu de réfugiés doivent être relogés et la plupart ne restent que trois jours dans les abris aménagés.